# ゴックン!ぷーちょ
『ゴックン!ぷーちょ』は、遠山えまによる日本の少女漫画作品。『なかよし』（講談社）にて2004年4月号から2005年7月号まで連載された（ただし、2005年3月号は休載）。また『なかよしラブリー』においても番外編が2004年秋の号と2005年冬の号に掲載された。

## あらすじ
家がカフェの香坂まゆは、小学校の卒業式の日に6年間片思いしていた天宮真也にひどいフラれ方をしてしまう。だが、新たな恋を探す決意をして中学校に入ると、なんと同じクラスで席も隣。その晩、やけになって七色のジュースを飲んだまゆは、飲み物に宿る精霊、ぷーちょと出会うのだった。そしてそのドリンクには、体を変身させる不思議な力があった。

## 登場人物

### 主要人物
香坂 まゆ（こうさか まゆ）
主人公。中学1年生。家はカフェ・「クローバー」を経営している。小学校1年の頃、入学式の途中で迷子になってしまった時に助けてくれた天宮に思いを寄せ、それ以来ずっと片思いをしてきたが、小学校の卒業式で告白した際、「君、誰だっけ」とひどい振られ方をしてしまう。
新たな恋を探す決意をして中学校に入ると、天宮とは同じクラス・隣の席になってしまう、「これじゃあ忘れたくても忘れることができない」と、やけになって家のカフェでジュースを飲んでいた際、飲み物に宿る精霊・ぷーちょが大人になるために飲むはずであった「七色のジュース」を誤って飲んでしまう。それ以来、飲み物を飲むと体が変身してしまう体質となる。
だが、「七色のジュース」は彼女の体の中に宿っており、彼女の心が高まると「七色のしずく」として一色ずつ出現することが分かる。今度は天宮に自分のことを1から知ってもらい、告白しようと決心し、「七色のジュース」をもう一度集めて大人になろうと決意したぷーちょと共にそれぞれの夢をかなえるために共に前に進んでいく。
誕生日：11月17日、星座：蠍座、血液型：A型、身長：148cm、体重：40kg、好きな飲み物：紅茶系。
天宮 真也（あまみや しんや）
まゆが小学校1年の頃から片思いしている相手。昔は優しかったが、今はひどくクールな性格となっている。
「七色のジュース」を飲んでしまったことで体が変身してしまうまゆによって、いろいろ振り回されてしまうが、それでもめげないまゆを「変なヤツ」として気に留めるようになっていく。
初恋の相手はこのはで、幼少の頃に告白するも、返事を貰う前に彼女がアメリカに行ってしまったことにショックを受けた。
誕生日：12月24日、星座：山羊座、血液型：AB型、身長：162cm、体重：50kg、好きな飲み物：無糖のサッパリしたもの。
ぷーちょ
ドリンクの精霊。性別は女。一人称は「おいら」。「七色のジュース」を飲んで大人になろうとしていた際、まゆに「七色のジュース」を飲まれてしまう。
大人になれなかった精霊は、水に還ることが掟であるため、川の中に入り体を水に還そうとしていたが、まゆに「私ももう一度、天宮くんに自分のことを知ってもらって告白するためにがんばるから、ぷーちょも夢をあきらめないで」と説得される。
まゆの心が高まると、体から「七色のジュース」が一色ずつ「七色のしずく」として出現することが分かり、まゆと共に「七色のしずく」を集めていくことに。
身長は15センチ、体重は150グラム。本名は「ぷーちょ＝ぷーちょちょぷっぷくぴーこっく」。

### 人間
早瀬 なずな（はやせ なずな）
まゆの親友で、明るくて優しい性格。亮太のことが好きだが素直になれない。
誕生日：6月28日、血液型：B型。
皆川 亮太（みながわ りょうた）
なずなに恋する純情少年。天宮の親友。
誕生日：8月29日、血液型：O型。
柊 このは（ひいらぎ このは）
まゆたちの学校に転校してきたお嬢様タイプの女の子。天宮の初恋の相手。実家は裕福で、父の仕事の都合でアメリカで暮らしていた。可愛くて頭もよく、運動も出来る。天宮のことが好きで、まゆとは彼を挟んだライバル関係にある。象のぬいぐるみ「ぱもちゃん」といつも一緒にいる。
誕生日：12月3日、血液型：AB型。
結城 翔（ゆうき かける）
まゆのことを好きな男の子。サッカー部に所属している。
誕生日：7月12日、星座：蟹座、血液型：O型、身長：157cm、体重：44kg、好きな飲み物：イチゴジュース。
金本 麗花（かねもと れいか）
金本カンパニーの社長令嬢でプライドが高い。天宮くんに告白するが振られる。金髪で派手好き。
同じお嬢様キャラのこのはが登場したため、それ以来すっかり影が薄くなってしまう。
新山 桃子（にいやま ももこ）
おだんごヘアーの少女。金本親衛隊の一員。
桂 あやめ（かつら あやめ）
眼鏡をかけている。桃子と同じく金本親衛隊の一員である。
香坂 ひとみ（こうさか ひとみ）
まゆの母。おっとりした性格。彼女の淹れる紅茶は絶品。
橘 陽二（たちばな ようじ）
カフェに週2回お花を届けてくれる花屋の店員さん。美形で、ぷーちょの初恋相手とまゆが勘違いしていた。

### その他
ぱもちゃん
このはがいつも持っている黄色いぞうのぬいぐるみ。このはの腹話術でしゃべるため、毒舌。元の持ち主は天宮だったが、このはがアメリカへ行く際に無理やり奪う形でこのはの手に。その頃はこのはを苦手としていたが、いじめっ子から助けてもらったことにより、今はこのはのことが大好き。生産国はベルギー。
ラッシー
ぷーちょの初恋の相手。お花屋さんの犬。

## 用語
七色のジュース
ぷーちょたちドリンクの精霊が、特別な力を使える大人になるための飲み物。
七色のジュースのしずく
まゆの体から出てくるしずく。全部で7色ある。

## 書誌情報
- 遠山えま『ゴックン!ぷーちょ』講談社〈講談社コミックスなかよし〉、全3巻
  1. 2004年10月6日第1刷発行（同日発売）、ISBN 4-06-364060-4
  2. 2005年3月4日第1刷発行（同日発売）、ISBN 4-06-364072-8
  3. 2005年7月6日第1刷発行（同日発売）、ISBN 4-06-364085-X